# Нараївська сільська рада (Ємільчинський район)
Нараївська сільська рада — колишня адміністративно-територіальна одиниця та орган місцевого самоврядування в Ємільчинському районі Коростенської і Волинської округ, Київської й Житомирської областей Української РСР з адміністративним центром у селі Нараївка.

## Населені пункти
Сільській раді на час ліквідації були підпорядковані населені пункти:
- с. Вірівка
- с. Красногірка
- с. Нараївка

## Населення
Кількість населення ради, станом на 1923 рік, становила 2 386 осіб, кількість дворів — 423.
Кількість населення сільської ради, станом на 1924 рік, становила 2 589 осіб.

## Історія та адміністративний устрій
Створена 1923 року в складі с. Нараївка, слобід Анжелин (Анжеліне), Аполлонівка (за іншими даними — входила до складу Степанівської сільської ради), Вірівка та колоній Володимирівка-Андрієвицька і Старо-Нові Непізнаничі (згодом — Старі Непізнаничі) Емільчинської волості Новоград-Волинського повіту Волинської губернії. 7 березня 1923 року включена до складу новоствореного Емільчинського району Коростенської округи. 30 жовтня 1924 року, відповідно до рішення Волинської ГАТК (протокол № 11/6 «Про виділення та організацію національних сільрад», кол. Старі Непізнаничі виділена в окрему, Старо-Непознаницьку німецьку національну сільську раду, їй підпорядковано кол. Володимирівка-Андрієвицька. 8 вересня 1925 року слободи Анжеліне (згодом — Красногірка), Аполлонівка та Вірівка передані до складу новоствореної Анжелинської (згодом — Красногірська) польської національної сільської ради Емільчинського (згодом — Ємільчинський) району.
Станом на 1 вересня 1946 року сільська рада входила до складу Ємільчинського району Житомирської області, на обліку в раді перебувало с. Нараївка.
11 серпня 1954 року, відповідно до указу Президії Верховної ради Української РСР «Про укрупнення сільських рад по Житомирській області», до складу ради включено села Аполлонівка, Вірівка, Красногірка ліквідованої Красногірської сільської ради та Хутір-Мокляки ліквідованої Хуторо-Мокляківської сільської ради. 2 вересня 1954 року, відповідно до рішення Житомирського облвиконкому № 1087 «Про перечислення населених пунктів в межах районів Житомирської області», с. Аполлонівка передане до складу Мокляківської сільської ради. 5 березня 1959 року, відповідно до рішення Житомирського облвиконкому № 161 «Про ліквідацію та зміну адміністративно-територіального поділу окремих рад області», с. Хутір-Мокляки передане до складу Кулішівської сільської ради Ємільчинського району.
Ліквідована 29 червня 1960 року, відповідно до рішення Житомирського облвиконкому № 672 «Про зміни в адміністративно-територіальному поділі Ємільчинського р-н.», села Красногірку та Нараївку включено до складу Кулішівської сільської ради, с. Вірівку — до складу Андрієвицької сільської ради Ємільчинського району Житомирської області.